# Monash Science Technology Research and Innovation Precinct
Monash Science Technology Research and Innovation Precinct (STRIP) é um centro de pesquisa australiano pertencente a Universidade Monash.
O Centro foi fundado em 18 de fevereiro de 2010 pela ganhadora do prêmio Nobel prof.ª Elizabeth Blackburn.